# Cuphea acinos
Cuphea acinos är en fackelblomsväxtart som beskrevs av St.-hil.. Cuphea acinos ingår i släktet blossblommor, och familjen fackelblomsväxter. Inga underarter finns listade i Catalogue of Life.